# Part de la Vall de Boí i de la Noguera de Tor
Part de la Vall de Boí i de la Noguera de Tor és un monument del municipi de la Vall de Boí declarat bé cultural d'interès nacional.

## Descripció
La Vall de Boí és una de les zones més conegudes de Catalunya, a causa del seu magnífic patrimoni arquitectònic d'època romànica, d'on procedeixen bona part dels elements escultòrics, pictòrics i de mobiliari que constitueixen una de les millors mostres d'aquesta època -vegeu les esglésies de Sant Joan de Boí, de Sant Climent de Taüll, de Santa Maria de Taüll i de Santa Eulàlia d'Erill la Vall-.
També és molt remarcable la configuració urbanística dels nuclis que formen el lloc històric de la Vall de Boí, amb mostres d'arquitectura popular característica de l'Alt Pirineu, principalment present als nuclis de Barruera, Boí, Cardet, Coll, Durro i Erill-la-Vall.

## Història
Res no es coneix amb certesa sobre com afectaren les contrades pirinenques occidentals la dissolució del regne visigòtic i la invasió àrab-musulmana de primeries del segle viii. Arran de la pressió que els carolingis exerciren sobre el vessant meridional del Pirineu, les terres altes ribagorçanes i pallareses foren integrades al comtat de Tolosa a l'inici del
segle ix, alhora que quedaven subjectes a la diòcesi d'Urgell.
Al darrer terç del mateix segle un magnat suposadament emparentat amb els casals comtals de Bigorra i Tolosa, Ramon II, senyorejà les terres de Ribagorçà i Pallars, erigint-les en un comtat independent del tolosà i adscrit al seu llinatge. Ell mateix va arrodonir l'operació amb la creació cap a l'any 888 d'un bisbat propi pel nou comtat, segregat del d'Urgell i anomenat originàriament de Pallars. D'aquesta manera Ramon II aconseguia pels seus territoris una organització eclesiàstica autònoma i associada directament al seu control.
La gènesi de la nova diòcesi fou força conflictiva per la resistència d'Urgell a tolerar la secessió, oposició que es va barrejar amb la intervenció del bisbe considerat cismàtic Esclua. L'afermament del nou bisbat es produí vers el 956 quan el comte ribagorçà Ramon III va instal·lar la seva seu a Roda. D'ella depenia la totalitat de la ribera de Noguera de Tor inclosa la Vall de Boí. El contenciós entre Roda i Urgell es va prolongar encara fins a la concòrdia de l'any 1140, per la qual ambdós bisbes, sota l'autoritat d'un legat pontifici i amb la intervenció dels comtes de Pallars i dels senyors d'Erill, pactaren una nova distribució territorial de les seves respectives jurisdiccions. Pel pacte la Vall de Boí incorporada a Urgell mentre que la ribera baixa de la Noguera de Tor restava adscrita a Roda. Pocs anys més tard el bisbat de Roda, amb seu a Barbastre des de l'inici del segle xii, fou traslladat a Lleida arran de la conquesta de la ciutat el 1149. En l'actualitat encara es manté la divisió episcopal sorgida de la concòrdia de 1140 que reparteix les parròquies entre els bisbats de Lleida i Urgell.
La unitat dels dominis sota el control del comte Ramon II es va trencar a la mort d'aquest, ocorreguda vers l'any 920. Aleshores els seus fills es dividiren els territoris de Pallars i Ribagorça que es constituïren en dos comtats independents. A partir d'aquest moment al Pallars es va iniciar una complicada successió de períodes de cogovern entre els membres del llinatge comtal, prolongada fins a la mort de Sunyer I a final de la primera dècada del segle xi. Immediatament després el comtat fou seccionat en altres dos, Pallars Sobirà i Pallars Jussà, que es repartiren Guillem II i Ramon II fills i successors de Sunyer.
En la partició i confirmació de dos nous comtats, els dominis dels respectius comtes se superposaren sovint sobre els mateixos territoris, sense atenir-se a una repartició per àrees geogràfiques diferenciades. És així que les viles de la Vall de Boí restaven inscrites en principi al Pallars Sobirà, sense que sigui possible discernir si es tractaven de béns fiscals o d'un patrimoni propi de la família comtal.
A la segona meitat del segle xi va esclatar un llarg enfrontament entre les cases comtals sobirana i jussana per motius jurisdiccionals i de preeminència. El conflicte s'inscriu dins del període de lluites generalitzades per la Catalunya Vella i tot l'occident europeu, desencadenades arran del procés d'afermament de les relacions feudals. Les tensions entre la noblesa comportaren al mateix temps una forta pressió sobre les comunitats pageses, tal com en són exemple pel Pallars els anomenats clamores o rancuras on Ramon V denuncia el seu cosí Artal I de Pallars Sobirà.
Relacionat amb aquestes guerres senyorials cal entendre el contenciós jurisdiccional obert entre els dos Pallars per la possessió de la Vall de Boí i altres territoris. Sota el domini dels comtes de Pallars Sobirà a mitjan segle xi aquestes possessions foren objecte de transacció amb els comtes de Pallars Jussà a canvi d'altres dominis. Els pactes que regulaven l'intercanvi, recollits en el "Liber feudorum maior", es repetiren amb termes quasi idèntics entre els anys 1064 i 1094.
Disputada entre els dos comtats, la Vall de Boí no era mai esmentada en la documentació de l'onzena centúria com una possessió homogènia, ans les seves viles eren enumerades una per una sense fer mai referència de la seva integració a cap unitat superior. Cal remarcar també que el terme vila fou emprat sempre per designar els establiments que enquadraven la població de la Vall, sense que sigui possible determinar si corresponia a un tipus d'agrupament de la comunitat pagesa o a un centre d'explotació senyorial, ni de relacionar-lo amb una forma concreta d'assentament. Aquesta terminologia va prolongar-se al llarg dels segles xi i xii, no trobant-se cap referència a l'articulació del territori en parròquies. Així mateix, la característica urbanística dominant a tots els pobles de la Vall, excepte en el cas de Taüll, en què les esglésies es troben segregades a fora dels nuclis i, per tant, no en constitueixen els seus elements generadors, sembla indicar que la implantació dels temples es va produir posteriorment a la formació dels assentaments i sobre un espai estructurat d'abans.
Hom considera que fou en el segle xii quan bona part de la Vall de Boí va esdevenir domini dels Erill, per arribar a constituir una de les peces més importants de la seva baronia. La cronologia detallada, les raons i forma precisa en què aquests es possessionaren de la Vall no són gens conegudes, si bé cal entendre que l'obtingueren directament dels comtes pallaresos.
No hi ha informació de l'abast patrimonial dels Erill fins a la segona meitat del segle xii i amb anterioritat no es coneix res dels seus dominis, que hom suposa sorgits entorn del seu solar originari al lloc d'Erillcastell. Segons notícies de les dècades de 1170 i 1180 els Erill ostentaven el control de la Vall de Boí, i en concret sobre els llocs de Barruera, Erill-la-Vall i Taüll. Pels fogatges del segle xiv i un portador de rendes de la baronia redactat a últims d'aquest segle hi ha constància que la seva senyoria abastava Barruera, Boí, Durro, Taüll i possiblement també Irgo.
La vila de Cardet que junt amg les altres de la vall havia estat patrimoni comtal va ser donada el 1157 per Bernat d'Erill al monestir de Lavaix. El dit cenobi, durant segles sota el patronatge directe dels Erill, va obtenir algunes de les possessions locals d'aquest llinatge. El lloc d'Erill-la-Vall venut a inici del segle xii per Guillem de Glorieta a Guillem de Bellera, va revertir al patrimoni monàstic en un moment imprecis, però anterior a mitjan segle xiv. Per aquestes mateixes dates sembla que Irgo era un condomini entre Lavaix i els Erill, passant temps més tard a integrar-se plenament al domini del cenobi. Tots aquests llocs restaren dins del patrimoni de l'abadia fins a la seva desamortització i exclaustració durant la dècada de 1830.
Com a conseqüència de la guerra de Joan II, el comte de Pallars Hug Roger III, un dels representants més radicals del partit antijoanista i, per tant, exclòs de la capitulació de Pedralbes de l'any 1472, va refugiar-se en els seus dominis de la muntanya i ocupà militarment la baronia d'Erill. El rei Ferran II va encarregar la conquesta del Pallars a Joan Ramon Folc IV de Cardona. L'operació iniciada el 1484 va concloure el 1488, essent retornats als Erill els seus dominis.
El domini dels Erill sobre la Vall de Boí es va prolongar fins entrat el segle xix. La importància adquirida per aquest llinatge dins de l'aristocràcia feudal es palesa en els càrrecs i dignitats que els seus membres obtingueren de la monarquia catalano-aragonesa i posteriorment de la hispànica. Primer barons i després comtes des de 1599, s'allunyaren progressivament de les seves possessions pirinenques. Vinculats amb Itàlia emparentaren amb els comtes Melzi, des d'aleshores anomenat Melzi d'Erill.
El 1867 el comte Melzi d'Erill va vendre les terres i els drets de l'antiga baronia de la Vall a Joan Colomés, Lluís Grassi i Miquel Utrillo. Aquest patrimoni passà poc temps després a la casa mercantil barcelonina de Compte i Companyia, que el va traspassar cap a l'any 1880 al comte francès de Lamarre, interessat en l'explotació forestal intensiva dels boscos de la vall.
A diferència dels llocs de la Vall de Boí, els de la ribera baixa de la Noguera de Tor es troben referenciats des de dates força més antigues que es remunten fins a les primeres dècades del segle ix. En aquesta època a la vila de Coll hi tenia possessions el monestir d'Alaó i l'indret s'integrava en una demarcació anomenada vall o territori de Llesp. La contrada de Llesp, abans de ser donada pel rei aragonès Sanç Ramires III al bisbe de Roda, probablement ja tenia una vinculació directa amb aquesta diòcesi. Ho fa pensar el fet que a causa de l'atac d'Abd al Malik el 1006 contra Roda, el bisbe Eimeric va instal·lar interinament la seu a Llesp.
Les possessions en aquest lloc del monestir d'Alaó segurament expliquen el lligam existent amb la seu de Roda, per l'estreta associació entre la diòcesi i l'esmentat monestir, ben registra a mitjan segle xi. La donació de Coll al monestir de Sant Andreu de Barravés efectuada pel rei Sanç Ramires III d'Aragó el 1085 només fa que confirmar la relació d'aquest territori amb la seu de Roda, perquè la seva canònica en depenia el dit cenobi.
Per tot això no és estrany que en la concòrdia de 1140 on es fixaven els temes de les diòcesis de Roda i Urgell, la baixa ribera de la Noguera de Tor, sota el control bisbal de Roda directament o indirecta a través dels monestirs va continuar adscrit a aquesta diòcesi, mentre que la Vall de Boí fou atribuïda a la d'Urgell. Tant el lloc de Coll, com els de Llesp i Castelló de Tor consta que en el segle xiii eren del domini de la mensa episcopal de Lleida, diòcesi successora de l'antic bisbat de Roda. La seva possessió per part de la seu de Lleida es va mantenir fins a la dissolució de les senyories a inici del segle xix.